# Проверка на выживаемость (За гранью возможного, 1964)
«Проверка на выживаемость» (англ. The Outer Limits: A Feasibility Study) — телефильм, 29 серия 1 сезона сериала «За гранью возможного» 1963—1965 годов. Режиссёр: Байрон Хаскин. В ролях — Сэм Ванамейкер, Филлис Лав, Джойс Ван Паттен, Дэвид Опатошу, Франк Пулья.
В новых цветных сериях телесериала «За гранью возможного» (1995—2002) также есть серия «Проверка на выживаемость» (17 серия 3 сезона) с тем же сюжетом. В ремейке инопланетяне зовутся не Луминосианцами, а Триунами и перемещают они людей не к себе на планету, а на один из спутников своей планеты.

## Вступление
Луминос — это малая планета, душная и кипящая. Непригодная для обитания. Земные ученые сделали вывод, что на Луминосе не может быть никакой жизни, потому что она обращается слишком близко к своему солнцу, и его жители должны были бы стать жертвами их собственной губительной атмосферы. Но на Луминосе есть жизнь — жизнь, которая должна быть похожа на нашу, но не похожая. Ужасная жизнь, страдающая от большой и ужасной потребности. Жители Луминоса начали искать человечество, чтобы удовлетворить эту потребность. Они ищут планету, на которой существует жизнь: здоровая, яркая, сильная и подвижная. Они нуждаются в таких существах, чтобы они делали за них всю работу, трудились на них, как рабы, осуществляя мечты жителей Луминоса о превосходстве. Жители Луминоса нуждаются в рабах, и они выбрали планету, с которой будут похищены эти рабы. Не слишком многие для начала, всего несколько жителей небольшого пригорода. Пригорода, каких очень много. Те, кто будет похищен, будут спать в неведении, не сознавая, что они скоро станут объектом уродливого сложнейшего эксперимента… проверки на выживаемость.

## Сюжет
Жители небольшого городского предместья, проснувшись однажды утром, поняли, что они прошедшей ночью были перемещены на другую планету. Намерение инопланетян состоит в том, чтобы изучить возможность порабощения всего человеческого рода, чтобы их превратить в грубую рабочую силу на своей планете. Но инопланетяне должны преодолеть не только восприимчивость людей к различным болезням, но и неведомую им силу воли и жажду свободы человека.

## Заключительная фраза
«Не заходите и не пересекайте этот участок. Не трогайте и не перемещайте возможно радиоактивные грязь или камни. Если у Вас есть информация относительно этого исчезновения, пожалуйста, свяжитесь с ближайшим к вам полицейским управлением.» Да, это могло случиться с любым пригородом. Но если бы те, кто жил там, были менее человечными и менее смелыми, это случилось бы со всеми окрестностями на Земле. Проверка на выживаемость завершена. Похищение человечества: неосуществимо.